# 프리텐다드
프리텐다드(Pretendard)는 길형진이 제작하여 2021년에 공개한 산세리프 글꼴이다. 로마자 기반의 다양한 언어를 지원하는데, 2025년 3월 31일 기준으로 한국어, 영어, 일본어, 러시아어 등 182개 언어를 지원한다. 굵기는 100(thin)부터 900(black)까지 9단계를 지원한다. 

## 특징
프리텐다드가 지향하는 것은 어느 플랫폼에서든 사용할 수 있는 시스템 기본 글꼴의 대안(A system-ui alternative font for all cross-platform)이다. 즉 어떤 읽기 환경에서든 똑같이 표현되도록 하여, 운영체제나 웹브라우저별로 가독성과 시각 보정을 위한 추가 작업을 할 필요가 없다는 것이 특징이다.
제작자 길형진은 안드로이드 기본 글꼴인 본고딕에 애플 기본 글꼴(Apple SD 산돌고딕 Neo)의 특성을 더하고, 로마자 글꼴 '인터'(Inter)를 접목하고, 특수기호 일부를 만들어 미학적인 요소도 더했다. 본고딕의 굵기가 7단계인데, 프리텐다드는 600(SemiBold)과 800(ExtraBold) 굵기를 추가하여 9단계이다.

## 종류
- Pretendard Std: 라틴 환경에 적합
- Pretendard JP: 일본 환경에 적합하도록 M PLUS 1p를 바탕으로 다듬었고, 추가 기능으로 한국 한자 환경에 맞춰 쓸 수 있음

2023년에는 프리텐다드 글꼴의 일부를 수정하여, 대한민국 공공 서비스 환경에 맞춘 프리텐다드 거브(Pretendard GOV)가 제작되어 공개되었다.